# 弗農 (紐約州村)
弗農（英語：Vernon）是位於美國紐約州奧奈達縣的村。

## 人口
根據2020年美國人口普查的數據，弗農的面積為2.46平方千米，當中陸地面積為2.45平方千米，而水域面積為0.01平方千米。當地共有人口1177人，而人口密度為每平方千米478人。